# Dirt (TV-serie)
Dirt är en dramaserie som hade premiär på den amerikanska kanalen FX Networks den 2 januari 2007. Serien startade visas i Sverige den 24 maj 2007 på TV4:s systerkanal TV400. I Serien medverkar Courteney Cox från den populära tv-serien Vänner som chefredaktören för en skvallertidning med namnet DirtNow. Tidningen cirklar kring Hollywoodkändisarnas liv.
Handlingen skiftar från avsnitt till avsnitt, men de flesta handlar om Lucy Spiller (Courteney Cox) och hennes önskan om att få de största nyheterna först.

## Karaktärer
Lucy Spiller (Courteney Cox) - Lucy är chefredaktör på skvallertidningen DirtNow som marknadsförs som en respektabel tidning. Lucy är arbetsnarkoman med ett fantastiskt luktsinne för nyheter. Hon känner skuldkänslor för hennes fars självmord och hennes rädsla för ensamhet härstammar därifrån. 
Don Konkey (Ian Hart) - Don Konkey var med i journalistklubben tillsammans med Lucy under deras tid på college och är den enda karaktär som hon faktiskt är riktigt bra vän med. Don är en fantastisk fotograf och är så hängiven Lucy att han offrade ett av sitt finger för att få en bild. Han är schizofren. 
Willa McPherson (Alex Breckenridge) - Willa McPherson är en reporter som ständigt hamnar i blåsväder med Lucy. Hon gör vad som helst för att få fram de bästa skvallret tillsammans med Don. Har en relation med Brent Barrow, tidningens redaktör.
Julia Mallory (Laura Allen) - I seriens början är Julia hela amerikas älskling men Dirt Now förstör hennes karriär.
Under serien får man följa hennes karriär på nedgång med korruption, narkotika, psykisk och mental ohälsa mm.
Även Courteneys Vänner-kollega Jennifer Aniston kommer att dyka upp i några avsnitt. 
Tretton avsnitt var beställda för den andra säsongen, men dels på grund av manusförfattarstrejken blev bara sju avsnitt producerade. Samtidigt hade dalande tittarsiffror drabbat serien, som lades ner efter andra säsongen. Det sjunde och sista avsnittet på andra säsongen visades i amerikansk tv den 13 april 2008.

## Kuriosa
- Courteney Cox skäms över sexscenerna i serien. Under inspelningarna beordrar hon sin exekutiva producent och man David Arquette att lämna inspelningen.[2]

- Ian Hart, som spelar Don Konkey, är engelsman. Han härmar en amerikansk accent för att spela sin rollfigur.